# Strangers (canção de Halsey)
"Strangers" é uma canção da cantora estadunidense Halsey, gravada para o seu segundo álbum de estúdio Hopeless Fountain Kingdom. Conta com a participação da cantora compatriota Lauren Jauregui, e foi composta por Halsey com o auxílio de Greg Kurstin, sendo produzida pelo último. O seu lançamento ocorreu em 26 de maio de 2017, através da Astralwerks, servindo como o segundo single promocional do disco.

## Faixas e formatos
| Download digital |             |         |  |
| N.º              | Título      | Duração |  |
| 1.               | "Strangers" | 3:41    |  |

## Desempenho nas tabelas musicais

### Posições
| Tabela musical (2017)                                  | Melhor posição |
| ------------------------------------------------------ | -------------- |
| Austrália (ARIA Charts)                                | 93             |
| Escócia (The Official Charts Company)                  | 45             |
| Eslováquia (IFPI Slovenská Republika)                  | 89             |
| Espanha (Productores de Música de España)              | 15             |
| Estados Unidos (Billboard Hot 100)                     | 100            |
| França (Syndicat National de l'Édition Phonographique) | 137            |
| Nova Zelândia (NZ Top 10 Heatseekers Singles)          | 3              |
| Portugal (Associação Fonográfica Portuguesa)           | 80             |